# Caro nome
Caro nome (znana też pod nazwą Caro nome che il mio cor) – sopranowa aria z I aktu opery Rigoletto włoskiego kompozytora Giuseppe Verdiego, do której libretto napisał Francesco Maria Piave. Aria przypisana do roli Gildy, córki tytułowego błazna.

## Tło
Gilda jest młodą, szesnastoletnią dziewczyną wychowaną po śmierci matki w klasztorze. Ojciec – książęcy błazen Rigoletto – zna doskonale zło tego świata, dlatego postanowił chronić córkę odcinając ją niemal od wszystkiego. Dziewczyna nie zna nawet imienia i profesji Rigoletta. Ludzi, poza piastunką i powiernicą Giovanną, widzi ona w zasadzie tylko w kościele. Tam też zwracają wzajemnie na siebie uwagę z pewnym przystojnym i, jak się wydaje, skromnym chłopcem. Rodzi się też w niej romantyczne uczucie. Chłopiec ten to w istocie prowadzący podwójne życie rozwiązły Książę Mantui, typ Don Juana zafascynowany jednak niewinnością Gildy i podekscytowany możliwością jej uwiedzenia.  
Bezpośrednio przed arią Gildę odwiedza Rigoletto, aby upewnić się, że jest bezpieczna. Ma on złe przeczucia, tego wieczora przeklął go bowiem stary Monterone, którego córkę zhańbił nie kto inny, jak sam Książę Mantui. Także młody władca przybył w pobliże mieszkania własnego garbatego błazna i Gildy, ale nadal nie domyśla się, czyją córką jest poznana w kościele tajemnicza dziewczyna. Ukrywa się, dopóki Rigoletto stamtąd nie wyjdzie. Spotykając się z Gildą zapewnia ją, że jest zakochanym w niej ubogim studentem. Pytany o imię przedstawia się zaś jako... Gualtier Maldé.

## Umiejscowienie w operze
Gilda po rozstaniu z adoratorem czule szepcze jego imię, imię jej tak drogie (wł. caro nome). Aria ze względu na sceniczny wiek Gildy jest jedną z najwyższych i najlżejszych spośród tych, które skomponował Verdi. Zgodnie z instrukcjami kompozytora powinna być śpiewana sotto voce (niemal bezgłośnie). Eksponowane jest tutaj uczucie, ale nie namiętność, jak to miało miejsce w przypadku innych, bardziej dojrzałych heroin mistrza z Busseto (choćby Violetta z opery Traviata i Leonora z opery Trubadur). Wstępem do właściwej arii jest grana na flecie prosta, zbliżona do ludowej, melodia. Zajmujący się twórczością Verdiego Julian Budden określił jednak muzykę do Caro nome jako jeden z najlepszych przykładów kompozycji wielkiego Włocha na instrumenty dęte drewniane. Ponadto nacisk w arii położony jest na słowa desir i sospir (pragnienie, westchnienie). Bohaterce towarzyszą delikatnie wtórujące skrzypce. Współgrają one nawet z biciem jej serca. Od taktu 24. mamy do czynienia z przetworzeniem wcześniejszego materiału zarówno w warstwie muzycznej, jak też słownej, jednak coraz mocniej w młodej bohaterce wzrasta uczucie i nie może ona przestać myśleć o swoim Gualtierze. Arię kończy kadencja.
Bezpośrednio po tej arii książęcy dworzanie uprowadzają Gildę, by oddać ją jako kolejną zdobycz własnemu panu. Przyłącza się nawet do nich oszukany i niczego nieświadomy Rigoletto.

## Komentarz
Caro nome to pierwsza i jedyna aria Gildy, która też odbierana jest jako pierwszy krok bohaterki będącej jeszcze naiwną dziewczyną na drodze mającej się zakończyć poświęceniem jej życia za kochanego mężczyznę, o którym sama zdąży się przekonać, iż jest zdolny do okrutnej zabawy uczuciami.
Podczas światowej prapremiery Rigoletta w Gran Teatro la Fenice (11 marca 1851) rolę Gildy śpiewała Teresa Brambilla.